# 1650
1650 (MDCL) var ett normalår som började en lördag i den gregorianska kalendern och ett normalår som började en tisdag i den julianska kalendern.

## Händelser

### Januari
- 26 januari – Muskat upphör att vara en portugisisk besittning.[1]

### Juli
- Juli – De ofrälse svenska stånden framställer krav på reduktion av adelns gods.
- 15 juli – Frankrikes ockupation av Porto Longone hävs.[2]

### Oktober
- 9 oktober – Den svenska kronan görs ärftlig bland pfalzgreven Karl Gustavs manliga avkomlingar.
- 20 oktober – Drottning Kristina kröns till svensk drottning under Kröningsriksdagen.

### Okänt datum
- Per Brahe d.y. förlänas Kajana friherreskap.
- Sverige drabbas av missväxt och boskapspest.
- Den svenska kopparbrytningen slår rekord med 3 000 ton.

## Födda
- 27 april – Charlotta Amalia av Hessen-Kassel, drottning av Danmark och Norge 1670–1699, gift med Kristian V
- 4 november – Vilhelm III, kung av England, Skottland och Irland 1689–1702, samregent med Maria II 1689–1694, och prinsgemål av dessa länder 1689–1694 (gift med Maria II)

## Avlidna
- 11 februari – René Descartes, fransk filosof och matematiker (död i Stockholm).
- 21 februari – Trophime Bigot, fransk barockmålare.
- 17 mars – Carl Carlsson Gyllenhielm, svensk friherre, fältmarskalk, riksråd och ståthållare, riksamiral sedan 1620, son till Karl IX och Karin Nilsdotter.
- 19 juni – Matthäus Merian d.ä., schweizisk-tysk kopparstickare och förläggare.
- Catalina de Erauso, spansk soldat.

### Fotnoter
1. ↑  World Statesmen (läst 4 april 2011)
2. ↑  World Statesmen (läst 3 april 2011)